# Cocculina spinigera
Cocculina spinigera är en snäckart som beskrevs av John Gwyn Jeffreys 1883. Cocculina spinigera ingår i släktet Cocculina och familjen Cocculinidae. Inga underarter finns listade i Catalogue of Life.